# Philomaoria pallipes
Espèce
Synonymes
- Chelifer pallipes White, 1849
- Philomaoria novazealandica Chamberlin, 1931

Philomaoria pallipes est une espèce de pseudoscorpions de la famille des Cheliferidae.

## Distribution
Cette espèce se rencontre en Nouvelle-Zélande et sur l'île Lord Howe.

## Description
Philomaoria pallipes mesure de 4 à 5 mm.

## Publication originale
- White, 1849 : Descriptions of apparently new species of Aptera from New Zealand. Proceedings of the Zoological Society of London, vol. 17, p. 3-6.